# Clara Galle
Clara Huete Sánchez (Pamplona, Navarra; 15 de abril de 2002), conocida artísticamente como Clara Galle, es una actriz y modelo española. Es conocida por interpretar a Raquel Mendoza en la serie de películas originales de Netflix A través de mi ventana, A través del mar y A través de tu mirada, y a Eva Merino en la serie original de Prime Video, El internado: Las Cumbres.

## Biografía
Clara tomó el apellido de su bisabuelo fotógrafo, José Galle, el único artista en una familia de médicos. Desde pequeña mostró interés por el mundo de la interpretación, por lo que cursó el bachillerato de artes escénicas en el Instituto Plaza de la Cruz, además de haber tomado clases de danza contemporánea y urbana. Se interesó por la actuación desde muy joven. En abril de 2019 rodó su primer anuncio para la campaña navideña de Tous, protagonizado por la actriz estadounidense Emma Roberts. También ha trabajado en campañas de turismo de Andorra y en un anuncio publicitario de Fanta. Además, ha sido imagen de tiendas de ropa de su ciudad natal, Pamplona, y ha colaborado con marcas como Nyx, Arizona Vintage y Kaotiko. En 2020 se trasladó a Madrid para estudiar Historia del arte en la Universidad Complutense de Madrid.
En octubre de 2021 protagonizó el videoclip del sencillo de Sebastián Yatra, «Tacones rojos».
En febrero de 2022 debutó como actriz en la película original de Netflix A través de mi ventana, donde interpretó a la protagonista femenina Raquel Mendoza. La película fue filmada en 2021 y se basó en la novela homónima de la escritora venezolana Ariana Godoy.
En mayo del mismo año se unió al elenco de la segunda temporada de la serie de Amazon Prime Video El internado: Las Cumbres, donde interpreta a Eva Merino. La serie es un reinicio de la serie de televisión de Antena 3, El internado (2007-2010).
En 2023, repitió el papel de Raquel Mendoza en A través del mar, la secuela de A través de mi ventana, también estrenada por Netflix. En 2024 protagonizó la última película de la trilogía A través de mi ventana titulada A través de tu mirada donde interpretó de nuevo a Raquel Mendoza. La película se estrenó el 23 de febrero de 2024.
En mayo de 2024 fue parte del elenco protagónico de la miniserie española de Netflix, basada en la novela del escritor Miguel Sáez Carral, Ni una más, donde interpreta a Greta. Ese mismo año se conoció su incorporación a la tercera temporada de la serie internacional The Head con el personaje de Alba, una chica que es utilizada como cobaya para varios experimentos.
Para 2025 tiene pendiente a estrenar la serie, también original de la plataforma Netflix, Olympo, una serie adolescente sobre la rivalidad en el deporte. Además, se anunció su papel protagonista para la serie That Night, donde interpreta a Elena, una joven que atropella a un hombre durante sus vacaciones.

## Filmografía

### Videos musicales
| Año  | Título          | Artista         |
| ---- | --------------- | --------------- |
| 2021 | «Tacones rojos» | Sebastián Yatra |

### Cine
| Año  | Título                 | Papel          | Notas                 |
| ---- | ---------------------- | -------------- | --------------------- |
| 2022 | A través de mi ventana | Raquel Mendoza | Película para Netflix |
| 2023 | A través del mar       | Raquel Mendoza | Película para Netflix |
| 2024 | A través de tu mirada  | Raquel Mendoza | Película para Netflix |

### Televisión
| Año  | Título                    | Papel           | Medio       | Notas                                |
| ---- | ------------------------- | --------------- | ----------- | ------------------------------------ |
| 2022 | A través de mi ventana    | Raquel Mendoza  | Netflix     | Reparto principal                    |
| 2022 | El internado: Las Cumbres | Eva Merino      | Prime Video | Reparto secundario (2T); 8 episodios |
| 2024 | Ni una más                | Greta           | Netflix     | Reparto principal; 8 episodios       |
| 2024 | The Head                  | Alba            | HBO (Asia)  | Reparto principal (3T); 6 episodios  |
| 2025 | Olympo                    | Amaia Olaberria | Netflix     | Reparto principal; 8 episodios       |
| TBA  | That Night                | Elena           | Netflix     | Reparto principal;                   |

### Podcast
| Año  | Título   | Papel      | Medio | Notas                          |
| ---- | -------- | ---------- | ----- | ------------------------------ |
| 2025 | Místicas | Lola (voz) | Ivoox | Reparto principal; 8 episodios |

## Publicidad
- 2019 - Spot publicitario de Tous.[16]
- 2019 - Spot publicitario de Turismo Andorra.
- 2020 - Spot publicitario de Fanta.[17]